# Oksana Lut
Oksana Nikoláievna Lut (en ruso: Окса́на Никола́евна Лут; Moscú, Unión Soviética; 25 de febrero de 1979) es una economista y política rusa que se desempeña como ministra de Agricultura desde mayo de 2024. Anteriormente trabajó como primera viceministra de Agricultura desde 2021 y viceministra de Agricultura desde 2018 hasta 2021.

## Biografía
Nació el 25 de febrero de 1979 en Moscú en lo que entonces era la RSFS de Rusia, uno de los estados constituyentes de la Unión Soviética. En 2001, se graduó en la Academia Financiera del Gobierno de la Federación de Rusia con una licenciatura en finanzas y crédito.
De 2000 a 2003 trabajó como economista en el departamento de productos crediticios, secretaria ejecutiva y economista sénior en el departamento de desarrollo de negocios crediticios del Departamento Regional de Préstamos Empresariales del Alfa Bank. Luego, entre 2003 y 2010, trabajó en varios departamentos como directora general dentro de la compañía rusa de servicios bancarios y financieros, VTB Bank.
De enero a octubre de 2010, dirigió el Departamento de Programas de Inversión del conglomerado de defensa estatal Rostec y el servicio de activos complementarios del departamento de proyectos de inversión de dicha corporación estatal.
De octubre de 2010 a julio de 2018 trabajó como directora del Departamento de Atención al Cliente; directora del Departamento de Desarrollo de Negocios Corporativos; directora del Departamento de Grandes Empresas y vicepresidenta del Directorio del Banco Agrícola Ruso (RusAg).
En julio de 2018, Dmitri Patrushev asumió el cargo de ministro de Agricultura y Oksana Lut se convirtió en su viceministra de Agricultura y, en diciembre de 2021, en primera viceministra de Agricultura.
El 14 de mayo de 2024 el presidente de la Federación de Rusia, Vladímir Putin, la nombró ministra de Agricultura dentro del nuevo gobierno de Mijaíl Mishustin. En su discurso de candidatura ante la Duma Estatal anunció el nuevo proyecto del Ministerio «Apoyo tecnológico a la seguridad alimentaria», que, según afirmó, permitirá a Rusia lograr una mayor producción dentro del complejo agroindustrial.

## Condecoraciones
- Diploma de Honor del Presidente de la Federación Rusa (2015)
- Medalla de la Orden al Mérito de la Patria de 2.do grado (2021).[9]